# Wójtówko
Wójtówko (deutsch Voigtshof) ist ein Dorf mit Sołectwo (Schulzenamt) in der Stadt-und-Land-Gemeinde Jeziorany (Seeburg). Es liegt im Powiat Olsztyński (Kreis Allenstein) der Woiwodschaft Ermland-Masuren im Nordosten Polens.

## Geographie

### Geographische Lage
Wójtówko liegt im Westen der Masurischen Seenplatte, die zum Baltischen Höhenrücken gehört. Charakteristisch für die Gegend sind zahlreiche Seen, Flüsse, sowie Nadel- und Mischwälder.
Die Entfernung nach Reszel (Rößel) beträgt 29, nach Biskupiec (Bischofsburg) 27, nach Dobre Miasto (Guttstadt) 23, nach Jeziorany zwei und nach Olsztyn (Allenstein) 36  Kilometer.

### Geologie
Die Landschaft ist durch den Eisschild gestaltet worden und ist eine postglaziale, hügelige, bewaldete  Grundmoräne mit vielen Rinnen-, Binnenseen und Flüssen.

## Geschichte

### Ortsgeschichte
Ursprünglich war hier der südliche Gau Barten der Prußen. Seit 1243 war das Bistum Ermland ein Teil des Deutschordenslandes. Nach dem Zweiten Frieden von Thorn im Jahr 1466 wurde Ermland als autonomes Fürstbistum Ermland der Krone Polens unterordnet. Mit der ersten Teilung Polens im Jahr 1772 wurde Ermland ein Teil des Königreichs Preußen und später der Provinz Ostpreußen.
Voigtshof gehörte bis 1818 dem Landkreis Heilsberg und von 1818 (Gründung des Landkreises Rößel) bis 1945 dem Landkreis Rößel an. 1874 ist hier der Amtsbezirk Voigtshof gebildet worden, der 1929 in Amtsbezirk Walkeim (polnisch Wilkiejmy) umbenannt wurde.
Aufgrund der Bestimmungen des Versailler Vertrags stimmte die Bevölkerung im Abstimmungsgebiet Allenstein, zu dem Voigtshof gehörte, am 11. Juli 1920 über die weitere staatliche Zugehörigkeit zu Ostpreußen (und damit zu Deutschland) oder den Anschluss an Polen ab. In Voigtshof stimmten 80 Einwohner für den Verbleib bei Ostpreußen, auf Polen entfielen keine Stimmen.
Nach dem 20. Januar 1945 wurde Voigtshof von der Roten Armee eingenommen. Nach Kriegsende kam das Dorf zur Volksrepublik Polen und hieß bis 2009 Wojtówko – danach heißt es Wójtówko.

### Amtsbezirk Voigtshof (1874–1929)
Zum Amtsbezirk Voigtshof gehörten die Dörfer:
| Deutscher Name   | Polnischer Name | Anmerkungen                                         |
| ---------------- | --------------- | --------------------------------------------------- |
| Kunkendorf       | Kalis           | 1928 nach Lekitten (Amtsbezirk Krokau) umgegliedert |
| Lichtenhagen     | Ustnik          | 1928 nach Modlainen umgegliedert                    |
| Modlainen        | Modliny         |                                                     |
| Potritten (Dorf) | Potryty         | 1928 nach Walkeim umgegliedert                      |
| Potritten (Gut)  |                 | 1928 ebenfalls nach Walkeim umgegliedert            |
| Voigtshof        | Wójtówko        | 1928 nach Lokau (Amtsbezirk Elsau) umgegliedert     |
| Walkeim          | Wilkiejmy       |                                                     |

Am 15. August 1929 wurde der Amtsbezirk Voigtshof in „Amtsbezirk Walkeim“ umbenannt. Zugehörig waren nur noch die Dörfer Modlainen und Walkeim.

## Kirche
Bis 1945 war Voigtshof in die evangelische Kirche Seeburg (Ostpreußen) in der Kirchenprovinz Ostpreußen der Kirche der Altpreußischen Union, außerdem in die römisch-katholische Kirche St. Johannes der Täufer in Lokau (polnisch Tłokowo) im damaligen Bistum Ermland eingepfarrt.
Wójtówko gehört auch heute zur römisch-katholischen Pfarrei in Tłokowo, jetzt allerdings dem Erzbistum Ermland zugeordnet. Die evangelischen Einwohner richten sich zur Christus-Erlöser-Kirche Olsztyn (Allenstein) aus, die zur Diözese Masuren der Evangelisch-Augsburgischen Kirche in Polen gehört.

## Verkehr
Wójtówko liegt an der verkehrsreichen Woiwodschaftsstraße 593, die die Städte Reszel (Rößel), Jeziorany (Seeburg), Dobre Miasto (Guttstadt) und Miłakowo (Liebstadt) miteinander verbindet. In Wójtówko endet eine von Lidzbark Warmiński (Heilsberg) über Modliny (Modlainen) kommende Nebenstraße.
Ein Bahnanschluss besteht nicht. Von 1899 bis 1994 und von 1950 bis 1996 (Personenverkehr) bzw. nach 2000 (Güterverkehr) war Seeburg resp. Jeziorany die nächste Bahnstation. Sie lag an der Bahnstrecke (Königsberg–) Zinten–Rothfließ (–Niedersee–Johannisburg), die heute nicht mehr existiert und deren Anlagen demontiert worden sind.

## Persönlichkeiten
- Hermann Ganswindt (1856–1934), Konstrukteur und Erfinder
- Hans Kramer (1896–1982), Oberforstmeister und letzter ostpreußischer Elchjägermeister